# Pristonesia tainatril
Pristonesia tainatril (лат.) — вид ос-бетилид из надсемейства Chrysidoidea (Bethylidae, Hymenoptera).

## Распространение
Встречаются в Афротропике (Центральноафриканская Республика).

## Описание
Мелкие осы-бетилиды (длина тела около 5 мм). Известны только по самцам. Этот вид отличается от других представителей рода наличием заднего гипопигеального края, образующего две округлые лопасти, и харпе (часть вальвы) с широким коническим вершинным выступом. Длина тела 4,5-6,0 мм. Длина переднего крыла 3,2-3,5 мм. Усики 1,7-2,0 мм длины. Голова и мезосома чёрные; наличник темно-коричневый; антенна и щупики коричневые; мандибулы темно-коричневые, все края темнее; ноги темно-коричневые, вертлуги, голени и лапки светлее; брюшко темно-коричневое; крылья прозрачные, птеростигма темнее.

## Классификация
Вид впервые описан в 2022 году в ходе ревизии, проведённой в 2018 и 2020-х годах бразильскими энтомологами Isabel Alencar, Magno Ramos и Celso Azevedo. Сходен по строению гипопигия и гениталий с видом Pristonesia nyamuragira. Вместе с другими видами Pristonesia включён в подсемейство Pristocerinae.